# Ársos (Limassol)
Ársos (grec moderne : Άρσος) est un village chypriote situé dans le district de Limassol et comptant plus de 202 habitants.